# Silver(I)fluorid

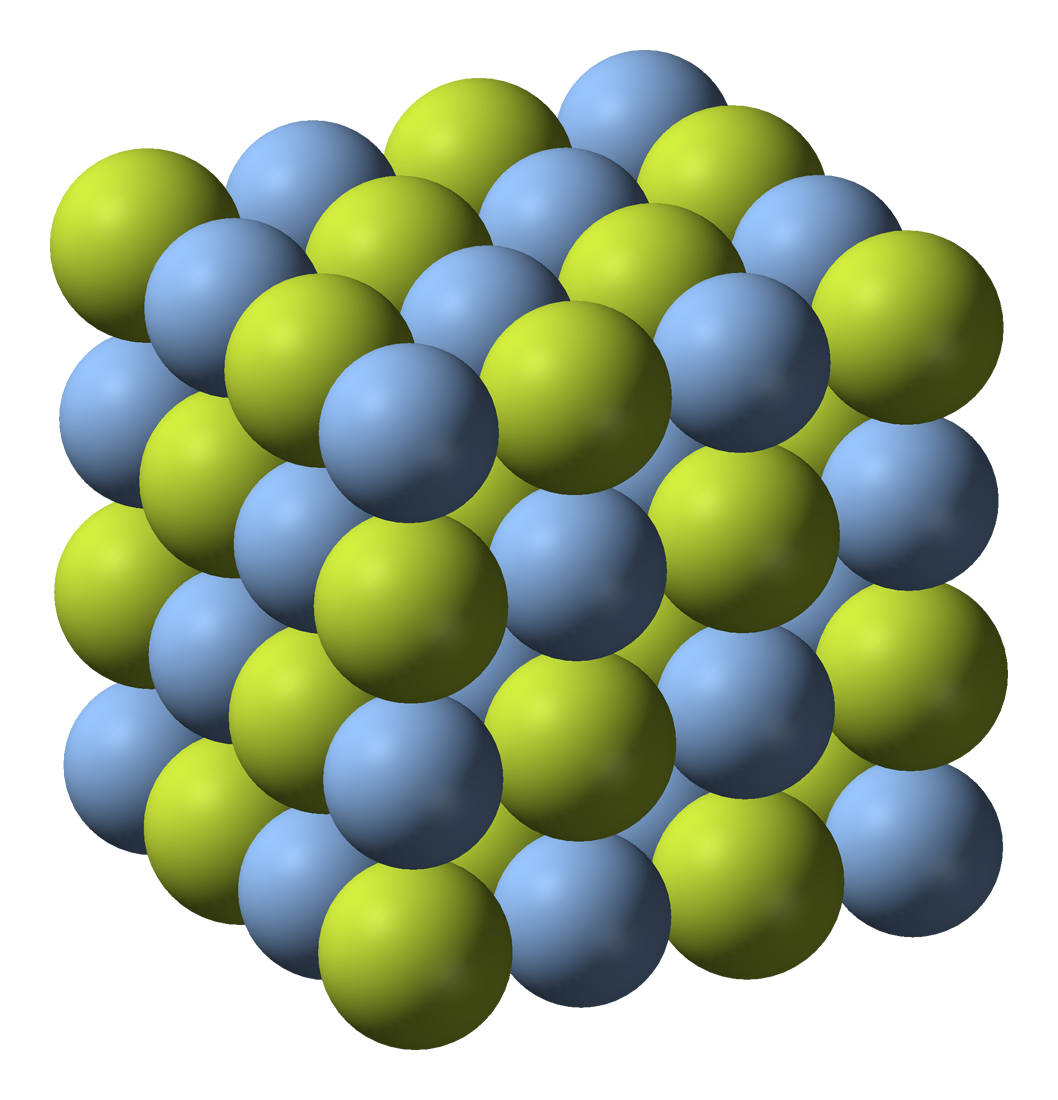
Kristallstruktur

Silver(I)fluorid (AgF) är en jonförening som består av silver och fluor.